# 28-й гвардейский стрелковый корпус
28-й гвардейский стрелковый Люблинский Краснознамённый ордена Суворова корпус — воинское соединение Вооружённых сил СССР, принимавшее участие в Великой Отечественной войны. Существовало с 1943 по 1956 год.

## История
Корпус был сформирован в ноябре 1942 года в Воронежской области как 15-й стрелковый корпус (2-го формирования) в составе 172, 267 и 350 стрелковых дивизий и ряда других частей.
С момента создания корпус входил в состав 6-й армии.
16 января 1943 года управление корпуса было переименовано в 28-й гвардейский стрелковый корпус и получило в подчинение три гвардейские стрелковые дивизии (79-я гв. сд, 39-я гв. сд, 88-я гв. сд). Корпус включён в состав 8-й гвардейской армии, в составе которой находится до окончания войны и до своего расформирования. Дивизии и части, ранее входившие в состав корпуса, были переданы в 34-й стрелковый корпус.

## Участие в боевых действиях
Войска корпуса занимали оборону по правому берегу реки Северский Донец севернее Славянска, в июле 1943 г. участвовали в Изюм-Барвенковской наступательной операции (17-27 июля), а в августе — сентябре — в Донбасской стратегической наступательной операции (13 августа — 22 сентября). Развивая наступление в направлении Днепра, соединения армии во взаимодействии с другими войсками Юго-Западного фронта освободили г. Запорожье (14 октября), форсировали Днепр южнее Днепропетровска и овладели плацдармом на его правом берегу.
20 октября 1943 г. корпус был включён в состав 3-го Украинского фронта. В ноябре его войска вели наступление на криворожском направлении, затем занимали оборону севернее Никополя.
Зимой и весной 1944 г. корпус участвовал в разгроме противника на Правобережной Украине, наступал на направлении главного удара фронта в Никопольско-Криворожской (30 января — 29 февраля), Березнеговато-Снигиревской (6-18 марта) и Одесской операциях (26 марта — 14 апреля).
10 апреля войска корпуса, во взаимодействии с соединениями 5-й ударной, 6-й армиями и конно-механизированной группой освободили Одессу и вышли к Днестровскому лиману.
8 июня 1944 г. корпус был выведен в резерв Ставки ВГК. 15 июня его включили в состав 1-го Белорусского фронта 2-го формирования и выдвинули на ковельское направление. В июле — августе 1944 г. соединения корпуса форсировали Западный Буг в ходе Люблин-Брестской операции (18 июля — 2 августа) и участвовали в освобождении Люблина (24 июля). Затем его войска форсировали Вислу (южнее Варшавы) и овладели магнушевским плацдармом. Оборона плацдарма продолжалась до середины января 1945 г. С 14 января 1945 г. войска армии принимали участие в Висло-Одерской стратегической операции (12 января — 3 февраля). Во взаимодействии с другими войсками они освободили г. Лодзь (19 января).
Соединения корпуса с ходу форсировали реку Одер. 23 февраля во взаимодействии с войсками 69-й и 1-й гвардейской танковых армий войска штурмом взяли блокированный город-крепость Познань. В ходе операции по удержанию и расширению плацдарма в районе Кюстрина 12 марта во взаимодействии с войсками 5-й ударной армии и силами Днепровской военной флотилии овладели городом, а 30 марта — крепостью Кюстрин (Костшин).
Боевой путь 28-я гвардейский стрелковый корпус завершил участием в Берлинской стратегической операции (16 апреля — 8 мая 1945 г.).

За образцовое выполнение заданий командования в боях с немецкими захватчиками при прорыве обороны противника на подступах к Берлину и штурме города и проявленные при этом доблесть и мужество корпус был награждён орденом Суворова II степени, а все три его дивизии — орденами Ленина.

## Награды и почётные наименования
| Награда                            | Дата награждения     | За что получена |
| ---------------------------------- | -------------------- | --- |
| Почётное звание «Гвардейский»      | 16 января 1943 года  | Присвоено приказом Народного комиссара обороны СССР 16 января 1943 года при формировании. |
| Почётное наименование «Люблинский» | 9 августа 1944 года  | Присвоено за отличие в боях при овладении городом Люблин. Приказ Верховного Главнокомандующего № 0249 от 9 августа 1944 года. |
| Орден Красного Знамени             | 19 февраля 1945 года | За образцовое выполнение заданий командования в боях с немецкими захватчиками, за овладение городами Влоцлавек, Бжесць-Куявски, Коло и проявленные при этом доблесть и мужество. Указ Президиума Верховного Совета СССР от 19 февраля 1945 года .(объявлен приказом Заместителя НКО СССР от 28 июня 1945 года № 0116) |
| Орден Суворова II степени          | 11 июня 1945 года    | За образцовое выполнение заданий командования в боях с немецкими захватчиками при овладении столицей Германии городом Берлин и проявленные при этом доблесть и мужество. Указ Президиума Верховного Совета СССР от 11 июня 1945 года.(объявлен приказом Заместителя НКО СССР от 28 июня 1945 года № 0125)             |

## Отличившиеся воины
За годы войны тысячи воинов корпуса были награждены орденами и медалями, звания Героя Советского Союза были удостоены 66 человек, кавалерами ордена Славы 3-х степеней стали 52 человека.
 Герои Советского Союза.
- Рыжов, Александр Иванович, гвардии генерал-лейтенант, командир корпуса. Указ Президиума Верховного Совета СССР от 6 апреля 1945 года. Медаль «Золотая Звезда» № 5164;
- Тимощенко, Александр Григорьевич, гвардии полковник, командующий артиллерией корпуса. Указ Президиума Верховного Совета СССР от 31 мая 1945 года. Медаль «Золотая Звезда» № 6488.
- 39-я гвардейская стрелковая дивизия — 31 человек;
- 79-я гвардейская стрелковая дивизия — 18 человек;
- 88-я гвардейская стрелковая дивизия — 15 человек.

 Кавалеры ордена Славы 3-х степеней.
- 39-я гвардейская стрелковая дивизия — 16 человек;
- 79-я гвардейская стрелковая дивизия — 16 человек;
- 88-я гвардейская стрелковая дивизия — 20 человек.

## Состав
16 апреля 1943 года — 9 мая 1945 год:
- 39-я гвардейская стрелковая дивизия;
- 79-я гвардейская стрелковая дивизия;
- 88-я гвардейская стрелковая дивизия;

Части корпусного подчинения:
- 62 отдельный гвардейский ордена Красной Звезды[8] батальон связи.(до 21.04.1943 г. 62 отдельный батальон связи);
- 64 полевая авторемонтная база;
- 2634 военно-почтовая станция.

Периоды вхождения в состав Действующей армии:
- 16 апреля 1943 года — 7 июня 1944 года;
- 15 июня 1944 года — 9 мая 1945 года.

Перечень № 4 Управлений корпусов, входивших в состав действующей армии в годы Великой Отечественной войны 1941—1945 гг. / Покровский А. П. — М.: Министерство обороны, 1956. — 151 с.

## Командование

### Командиры корпуса
- Грязнов, Афанасий Сергеевич (1943), гвардии генерал-майор;
- Гурьев, Степан Савельевич (17 апреля 1943 — 29 декабря 1943), гвардии генерал-майор;
- Зализюк, Пётр Иосифович (30 декабря 1943 — 18 января 1944), гвардии полковник, (временно исполняющий должность);
- Монахов, Дмитрий Петрович (19 январь — 18 февраль 1944), гвардии генерал-майор (смертельно ранен в бою 18 февраля 1944 года);
- Морозов, Степан Ильич (18 февраля — июль 1944),генерал-майор, с марта 1944 гвардии генерал-лейтенант;
- Рыжов, Александр Иванович (10 июля 1944 — 11 апреля 1949), гвардии генерал-майор, с 2 ноября 1944 гвардии генерал-лейтенант, Герой Советского Союза;
- Веденин, Андрей Яковлевич (11 апреля 1949 — 1 ноября 1951), гвардии генерал-майор;
- Комаров, Владимир Николаевич (1 ноября 1951 — 11 мая 1953), гвардии генерал-майор;
- Фроленков, Андрей Григорьевич (июль 1953 — июнь 1954), гвардии генерал-майор, с 31.05.1954 гвардии генерал-лейтенант;
- Харазия, Хасан Лагустанович (июнь 1954 — 25 июня 1956), гвардии генерал-майор

### Заместители командиров по строевой части
- Станкевский, Дмитрий Иванович (июнь 1945 — сентябрь 1945), гвардии генерал-майор.
- Смолин, Григорий Борисович (ноябрь 1945 — июнь 1946), гвардии полковник.

### Заместители командиров по политической части
- Бородин Василий Николаевич, гвардии полковник.

### Начальники штаба
- Зализюк, Пётр Иосифович (август 1943 — август 1944), гвардии полковник.
- Мамчин Яков Григорьевич, гвардии полковник (?- апрель 1945 г.-?)
- Коновалов, Филипп Петрович (июль 1945 — июнь 1946), генерал-майор

### Командующие артиллерией
- Леонов, Фёдор Алексеевич (январь 1942 — февраль 1944), гвардии полковник.
- Тимощенко, Александр Григорьевич

## Послевоенный период
По окончании Великой Отечественной войны корпус в составе 8 гвардейской армии входит в Группу советских войск в Германии.

28 гв. ск — 79 и 39 гв. сд с выходом на окончательную границу советской зоны оккупации выставить заставы на рубеже: Эйха, Швейкерсхаузен, вые. 397, Билльмутхаузен, Адельхаузен, 'Эмштадт, Мупперг, Хейнерсдорф, Лихтенхайн, Фалькенштейн, Броннерсгрюн, Титшендорф, Бланкенштейн.
Главные силы корпуса к тому времени вывести в район: Эйзенберг, Шварц, Шлайц, Роннебург.
88 гв. сд — два сп оставить в прежнем районе, один сп и арт. бригаду расположить в районе Локвитц, где сосредоточиться к исходу 3.7.45 г.
Разгранлиния слева — прежняя.
Штакор — Песнек.
— Оперативная директива командующего 8-й гвардейской армией командирам 29-го, 28-го, 4-го гвардейского и 11-го танкового корпусов о согласованном с союзниками порядке занятия указанной зоны оккупации Германии. № 00335 1 июля 1945 г.
В августе- октябре 1945 года управление корпуса дислоцировалась в г. Песнек, Тюрингия.
После окончания войны с фашистской Германией СССР проводит сокращение Вооружённых Сил и их реформирование.

В результате этого:
- 79 гвардейская стрелковая дивизия во второй половине 1945 года была преобразована в 20 гвардейскую механизированную дивизию.
- 88 гвардейская стрелковая дивизия была расформирована до 1947 года;

К концу 40-х годов в состав корпуса входили:
- управление корпуса, вч пп 18803, Рудольштадт;
- 20 гвардейская механизированная дивизия;
- 39 гвардейская стрелковая дивизия;

В июне 1956 года управление корпуса было расформировано .
39 гвардейская мотострелковая дивизия и 79 гвардейская танковая дивизия (бывшая 79 гвардейская стрелковая дивизия), входившие в состав корпуса и оставшиеся в составе 8 гвардейской общевойсковой армии, дислоцировались в Германии, на территории земли Тюрингия вплоть до вывода советских войск из Германии в 1990-е годы.

## Память
Мемориальная доска на Шерпенском плацдарме (Республика Молдова).